# Doktryna faszyzmu
Doktryna faszyzmu (wł. La dottrina del fascismo) – pochodzący z Enciclopedia Italiana esej przypisywany Benito Mussoliniemu.

## Okoliczności powstania
Przed wydaniem XIV tomu Enciclopedia Italiana wydawca zwrócił się z prośbą do premiera Benito Mussoliniego o napisanie krótkiej rozprawy dotyczącej doktryny ideologii faszystowskiej na potrzebę hasła faszyzm.
4 czerwca 1932 w Il Popolo d’Italia ukazał się artykuł Doktryna polityczna i społeczna, natomiast 11 czerwca artykuł Idee podstawowe.
W lipcu 1932 ukazał się XIV tom encyklopedii, w którym oba artykuły zamieszczono jako dodatek do hasła faszyzm. Do artykułu Idee podstawowe dołączone zostały przypisy Mussoliniego, które nie ukazały się wcześniej w gazecie.

## Treść
Esej, wbrew tytułowi, stanowi przede wszystkim wykładnię tego, czemu faszyzm się sprzeciwia, jedynie połowicznie zarysowując niektóre hasła programowe włoskiego faszyzmu.
Autor poddaje krytyce socjalizm, liberalizm i demokrację. Faszyzm przedstawiony jest nie tylko jako doktryna polityczna, ale także religijna i historyczna. Główną doktryną faszyzmu ma być, zdaniem autora, statolatria, kult władzy i siły. W państwie faszystowskim jednostka ma być bezwzględnie podporządkowana państwu (autor używa słowa totalitaryzm na określenie relacji państwo-jednostka). Naród zdaniem autora rozprawy jest tworem wtórnym, ukształtowanym jedynie w wyniku istnienia państwa.
W zakresie ekonomicznym autor opowiada się za korporacjonizmem, który ma wyeliminować walkę klas.

## Kwestia autorstwa
Doktryna faszyzmu ukazała się pod nazwiskiem Benito Mussoliniego. Przypuszcza się jednak, że rzeczywistym autorem rozprawy był Giovanni Gentile, główny doktryner włoskiego faszyzmu.

## Tłumaczenia
Doktryna faszyzmu niemal natychmiast po powstaniu zaczęła funkcjonować jako samodzielny tekst. Przed II wojną światową w formie broszurki została przetłumaczona na większość języków europejskich. Tłumaczenie polskie, autorstwa Stanisława Gniadka, ukazało się w 1935 z inicjatywy Uniwersytetu Lwowskiego.